# Groupe Les Républicains
De Groupe Les Républicains (Nederlands: Groep de Republikeinen) is een rechtse groepering in het Parlement van Frankrijk. De fractie telt 196 afgevaardigden in de Assemblée nationale en 144 leden, of senatoren, in de Senaat, in de Sénat. De leden binnen de groepering zijn, behalve enkele onafhankelijken, lid van Les Républicains.
Les Républicains is een politieke partij, die in 2015 de Union pour un Mouvement Populaire opvolgde.

## Geschiedenis en samenstelling
De politieke partij, die aan Les Républicains voorafging, was de Union pour un Mouvement Populaire UMP, die na de parlementsverkiezingen van 2002 werd gevormd. De groep UMP was de opvolger van de groep Rassemblement pour la République. Na de parlementsverkiezingen van 2007 en van 2012 werd de groepering voortgezet, maar de naam werd  van UMP in Les Républicains veranderd.
De groep bestond zowel in de Assemblée nationale als in de Senaat uit een aantal partijen, maar tegenwoordig zijn dat in beide kamers alleen nog Les Républicains en onafhankelijke leden, die onder Divers Droite worden gerekend.

## Assemblée nationale
voormalige partijen in de groep
- Parti Chrétien-Démocrate
- Parti Radical Valoisien
- Centre National des Indépendants et Paysans

aantal leden
Het totaal aantal leden van de Assemblée nationale is 577.
| jaar | parlementariërs |
| ---- | --------------- |
| 2017 | 100             |
| 2012 | 196             |
| 2007 | 320             |
| 2002 | 365             |

fractievoorzitters
- Christian Jacob, vanaf 2010
- Jean-François Copé, 2007 - 2010
- Bernard Accoyer, 2004 - 2007
- Jacques Barrot, 2002 - 2004

## Senaat
voormalige partijen in de groep
- Les Rassemblement
- Union des démocrates et indépendants

aantal leden
Het aantal leden van de groep Les Républicains en totaal aantal leden van de Senaat staan hieronder vermeld.
| jaar | parlementariërs | totaal |
| ---- | --------------- | ------ |
| 2017 | 146             | 348    |
| 2014 | 144             | 348    |
| 2011 | 131             | 348    |
| 2008 | 151             | 343    |
| 2004 | 155             | 331    |
| 2002 | 162             | -      |

fractievoorzitters
- Bruno Retailleau, vanaf 13 september 2014
- Jean-Claude Gaudin, 2011 - 2014
- Gérard Longuet, 2009 - 2011
- Henri de Raincourt, 2008 - 23 juni 2009
- Josselin de Rohan, 2002 - 23 juni 2009

## Websites
- (fr)  Assemblée nationale. Groupe Les Républicains Assemblée nationale[dode link].
- (fr)  Franse Senaat. les Républicains Sénat.

Samenstelling per 27 juli 2019 
 De deelnemende partijen met de meeste zetels worden genoemd, alleen de partijen met een enkele zetel binnen de fractie ontbreken.